# Willem de Brus
Willem de Brus (overl, 16 juli 1212) was de 3e heer van Annandale. Hij was een zoon van Robert de Brus, 2e heer van Annandale. Zijn oudere broer Robert III overleed in een vroeg stadium en kon zijn vader niet meer opvolgen, waardoor de titel van Annandale werd doorgegeven aan Willem. Hij huwde met Cristina of mogelijk Beatrijs van Teyden en had ten minste twee kinderen bij haar.
- Robert, opvolger
- Willem